# Маршалл (тауншип, Миннесота)
Маршалл (англ. Marshall) — тауншип в округе Моуэр, Миннесота, США. На 2000 год его население составило 382 человека.

## География
По данным Бюро переписи населения США площадь тауншипа составляет 89,6 км², из которых 89,6 км² занимает суша, водоёмов нет.

## Демография
По данным переписи населения 2000 года здесь находились 382 человека, 122 домохозяйства и 105 семей.  Плотность населения —  4,3 чел./км².  На территории тауншипа расположено 126 построек со средней плотностью 1,4 построек на один квадратный километр. 
Из 122 домохозяйств в 44,3 % воспитывались дети до 18 лет, в 76,2 % проживали супружеские пары, в 3,3 % проживали незамужние женщины и в 13,9 % домохозяйств проживали несемейные люди. 10,7 % домохозяйств состояли из одного человека, при том 3,3 % из — одиноких пожилых людей старше 65 лет. Средний размер домохозяйства — 3,13, а семьи — 3,38 человека.
31,2 % населения — младше 18 лет, 9,9 % — в возрасте от 18 до 24 лет, 25,7 % — от 25 до 44, 23,0 % — от 45 до 64, и 10,2 % — старше 65 лет. Средний возраст — 35 лет. На каждые 100 женщин приходилось 114,6 мужчин.  На каждые 100 женщин старше 18 приходилось 119,2 мужчин.
Средний годовой доход домохозяйства составлял 47 500 долларов, а средний годовой доход семьи —  50 536 долларов. Средний доход мужчин —  28 750  долларов, в то время как у женщин — 23 542. Доход на душу населения составил 16 322 доллара. За чертой бедности находились 2,0 % семей и 3,3 % всего населения тауншипа, из которых 4,4 % младше 18 лет.